# ایبرهارد زایدلر
ایبرهارد زایدلر (آلمانی: Eberhard Zeidler؛ ۱۱ ژانویهٔ ۱۹۲۶ – ۷ ژانویهٔ ۲۰۲۲) معمار اهل آلمان بود که در سال ۱۹۵۱ به کانادا مهاجرت کرد و شهروند این کشور شد. وی دانش‌آموختهٔ رشته معماری در «دانشکدهٔ فنی کارلسروهه» در آلمان غربی بود.
وی طراح مراکز و ساختمان‌های مختلفی در تورنتو، همیلتون، میسیساگا، مارکهام، کلگری، ادمونتون، ونکوور، ویکتوریا، وست پام بیچ، سان فرانسیسکو، برلین، کلن، لندن، پکن، ابوظبی بوده‌است. وی همچنین طراح «سرای کانادا» (Canada Place) برای نمایشگاه بین‌المللی اکسپو ۸۶، طراح پروژه و ساختمان‌های آکولاد برای دانشگاه یورک و طراح تالار مرکزی بیمارستان سیک‌کیدز است.
زایدلر در ۷ ژانویهٔ ۲۰۲۲ در سن ۹۵ سالگی در تورنتو درگذشت.